# Watubelah
Watubelah is een bestuurslaag in het regentschap Cirebon van de provincie West-Java, Indonesië. Watubelah telt 6309 inwoners (volkstelling 2010).